# Lydia Abell
Lydia Abell (13 de junio de 1872 - 21 de julio de 1959) fue una enfermera civil y militar australiana.  Sirvió en la Primera Guerra Mundial y fue galardonada con la Cruz Roja Real Asociada por su valentía durante la evacuación de un hospital de campaña que estaba bajo bombardeo enemigo en el Frente Occidental. 

## Primeros años de vida
Abell nació el 13 de junio de 1872 en Newcastle, Nueva Gales del Sur. Era hija de Elijah Abell y Margaret (de soltera Brown) y creció en el suburbio de Wallsend. 

## Carrera de enfermería
Abell fue una de los miembros fundadores de la Australasian Trained Nurses Association y más tarde tuvo el deseo de servir en la guerra como enfermera. Abell se formó en el Hospital de Newcastle en 1898 y posteriormente trabajó allí. Antes de la guerra, trabajó como enfermera privada para Thomas Cook de Turanville, un famoso criador de ganado. Luego viajó a Inglaterra para unirse a la Reserva del Queen Alexandra's Imperial Military Nursing Service (QAIMNSR). 
Durante muchos años, Abell continuó su práctica en Sydney y estuvo adscrita al Phillip Street Nurses Home. 

### Primera Guerra Mundial
Abell emprendió su propio viaje a Europa, embarcándose el 18 de septiembre de 1915 y llegando a Tilbury el 1 de noviembre. Ofreció voluntariamente sus servicios a las autoridades militares y fue asignada a la Reserva del Servicio de Enfermería Militar Imperial de la Reina Alejandra . Fue destinada a un hospital militar en Talence, en el suroeste de Francia, cerca de Burdeos, luego fue trasladada al Hospital Estacionario N° 32 en el norte de Francia en Boulogne. Luego fue designada para trabajar en un hospital de uno de los canales y con frecuencia estaba bajo fuego, y como resultado fue trasladada al Hospital Estacionario General N° 14 en Boulogne, y fue trasladada nuevamente para cumplir funciones en un puesto de socorro en la zona de peligro. 
Durante el tiempo que pasó en los puestos de socorro, su grupo tuvo que retirar apresuradamente el hospital, que estaba inmediatamente detrás de las líneas en el Frente Occidental, debido a que el ejército aliado estaba siendo presionado para retroceder por los alemanes. Con menos de media hora de anticipación se dio aviso al personal para que recogiera la mayor cantidad posible de equipo y se marchara con los pacientes heridos.  Los hospitales de los alrededores estaban siendo bombardeados deliberadamente por aviones alemanes y ella logró restablecer con éxito la estación en un lugar más seguro.  Estas fueron las acciones que le valieron el título de Asociada de la Cruz Roja Real (ARRC) en los Honores de Cumpleaños de 1918.  Recibió su ARRC el 15 de mayo de 1919 de manos de Jorge V en el Palacio de Buckingham. El ARRC se otorga por servicios excepcionales en enfermería militar. 
A pesar de sus desgarradoras experiencias de guerra, Abell fue citada en el Sydney Morning Herald el 17 de julio de 1918 diciendo: «Aunque me gustaría mucho volver a casa, no quiero dejar a mis hijos ni mi trabajo». Fue dada de baja en abril de 1919 y regresó a Australia el 25 de septiembre de 1919. 

## Vida posterior
Abell nunca se casó y murió el 21 de julio de 1959 en el Lady Gowrie Home en Gordon, Nueva Gales del Sur, a la edad de 87 años.  Abell aparece en el Monumento de Guerra de Wallsend y fue incluido en la Unidad de Enfermería Militar Británica, mientras que otros fueron incluidos en el Servicio de Enfermería del Ejército Australiano. 